# Puntius kannikattiensis
Puntius kannikattiensis es una especie de peces de la familia de los Cyprinidae en el orden de los Cypriniformes.

## Hábitat
Es un pez de agua dulce que habita en la India.